# باشگاه ورزشی لوندرینا
باشگاه ورزشی لوندرینا (انگلیسی: Londrina Esporte Clube) یک باشگاه فوتبال حرفه‌ای برزیلی در لوندرینا، پارانا است که در حال حاضر در سری سی برزیل، رده سوم فوتبال برزیل بازی می‌کند. آن‌ها همچنین در قهرمانی پارانائنسه، دسته برتر ایالت پارانا بازی می‌کنند.